# Байдибек Карашаулы
Байдибек Карашаулы (ок. VI—VII вв. по другим данным приблизительно XI—XII века, согласно последним данным, родился в 1356 г. в Ташкенте и умер в 1419 г.) — легендарный персонаж, который считается казахским бием, активно участвовавшим в объединении казахского народа. Байдибека считают предком племен и родов албан, суан, дулат, сары-уйсун, шапырашты, ысты, ошакты. 6 сыновей Байдибека от старшей жены Сары погибли в бою с захватчиками на берегу реки Кошкарата в Восточном Каратау. Это место называется «Могилой шести сыновей Сары». Байдибек похоронен на берегу реки Балабоген. В 1998 году на месте старого мавзолея построен новый архитектурный комплекс «Байдибек» и «Қасиетті бес ана» («Пять святых матерей»). Сохранилась могила его жены Нурилы Али Сыланкызы — Мавзолей Домалак Ана.

Памятник Байдибеку в Таразе

Имя Байдибека присвоено административному району Южно-Казахстанской области. В 2014 году село Маловодное Енбекшиказахского района Алматинской области было переименовано в «Байдибек бия». 

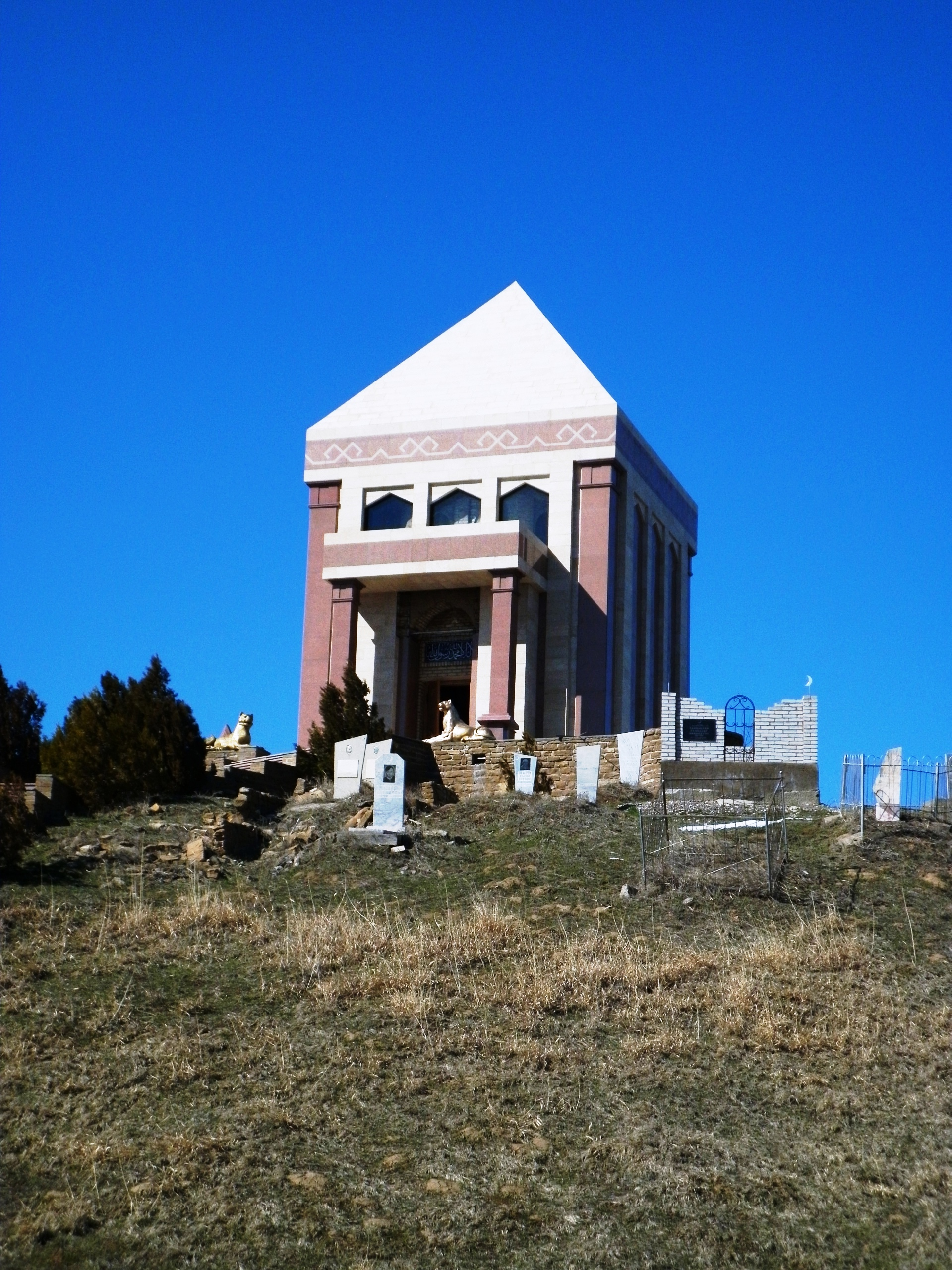
Мавзолей Байдибека Карашаулы в Туркестанской области

## Мавзолей Байдибек Би
В честь Бия был возведен мавзолей на территории Туркестанской области, в 180 км от Туркестана, в селе Байдибек, Байдибекского района. Мавзолей сооружен рядом с захоронениями пяти Великих матерей: Марау (Сары байбише), Зерип, Карашаш, Жупар, Сыланды, от которых произошли племена: Сары-уйсун, Шапырашты, Ошакты, Ысты. Мавзолей был возведен в конце XIX начале XX веков. По архитектурному фасаду мавзолей можно отнести к однокамерной композиции, которое типично для культового зодчества юга Казахстана. 